# Brian Murphy (homme politique)
Pour les articles homonymes, voir Brian Murphy et Murphy.
Brian Murphy (né le 17 mars 1961 à Moncton, Nouveau-Brunswick) est un avocat et un homme politique canadien.

## Biographie
Originaire de Moncton, Brian Murphy est député à la Chambre des communes du Canada de 2006 à 2011, représentant la circonscription néo-brunswickoise de Moncton—Riverview—Dieppe sous la bannière du Parti libéral du Canada. Il est maire de Moncton de 1998 à 2004.
Comme maire en 2002, il est fer de lance de la déclaration qui fait Moncton la première ville officiellement bilingue (anglais et français) au Canada.